# عنتيبي (فلم)
عنتيبي (بالإنجليزية: Entebbe) وعرف في الولايات المتحدة باسم 7 أيام في عنتيبي (بالإنجليزية: 7 Days in Entebbe) هو فيلم إثارة جريمة أمريكي من إنتاج سنة 2018 وهو من إخراج جوزيه باديليا وبطولة روزاموند بايك ودانيال برول وإيدي مارسان وبن شنتزر وليئور اشكنازي ودينيس مينوشه، قصة الفيلم تتكلم عن عملية عنتيبي التي حصلت في سنة 1976.

## القصة
قصة الفيلم تتكلم عن ارهابيين ألمان وهم بريجيت كولمان وويلفريد بوس يقومون باحتطاف طائرة فرنسية كانت في رحلة من تل أبيب إلى باريس وعبر أثينا، ثم يأخذ الخاطفين الطائرة إلى مطار إنتيبي الدولي في أوغندا ويطالبون بفدية 5 ملايين دولار أمريكي لإطلاق الرهائن وبإطلاق سراح 53 فلسطيني منهم 40 مسجونين في إسرائيل، إسرائيل تقرر عن التفاوض مع المختطفين وتقرر القيام بعمليتها المشهورة لأجل إنقاذ الرهائن.

## البطولة
- روزاموند بايك بدور بريجيت كولمان
- دانيال برول بدور ويلفريد بوس
- ليئور اشكنازي بدور إسحاق رابين
- مارك إيفانير بدور مردخاي غور
- دينيس مينوشه بدور جاك لامون
- إيدي مارسان بدور شمعون بيريز
- بن شنتزر بدور زيف هيرش
- بيتر سوليفان بدور أمور إيران
- أندريا ديك بدور باتريسيا مارتل
- برونتيس جودوروفسكي بدور الكابتن ميشيل باكوس
- أنجيل بوناني بدور يوناتان نتنياهو
- نونسو أنوزي بدور عيدي أمين
- فنسنت ريوتا بدور دان شومرون
- يفتاخ كلاين بدور إيهود باراك
- نتالي ستون بدور ليا باراك
- ترودي فايس بدور دورا بلوك
- مايكل لويس بدور موكي بيتسر

## التقييم
حصل الفيلم على تقييم 22% في موقع الطماطم الفاسدة وذكر النقاد أن الفيلم كان يفتقد للدراما والإثارة. في موقع ميتاكريتيك حصل الفيلم على درجة 49 من 100 وعلى 29 نقد متفاوت بين السلبي والإيجابي.

## وصلات خارجية
- مقالات تستعمل روابط فنية بلا صلة مع ويكي بيانات

- عنتيبي على قاعدة بيانات الأفلام على الإنترنت
- الموقع الرسمي

لا توجد روابط لمواقع التواصل الاجتماعي.